# Мехико (штат)
Ме́хико (исп. Estado de México; испанское произношение: [ˈmexiko]), полное наименование: Свободный и Суверенный Штат Мехико (исп. Estado Libre y Soberano de México) — штат в центральной части Мексики, с административным центром в городе Толука-де-Лердо.

## Этимология
Название штата, как и страны в целом, происходят из языка науатль. Согласно «Словарю мексиканизмов» Франсиско Сантамарии, название происходит из ацтекского слова mizquitl — названия акаций, произраставших в местах обитания ацтеков, которое в последующем трансформировалось в mixicas.
По другим версиям название могло быть заимствовано у ацтекского бога войны Мехитли, или быть основано от словослияния астекских слов mētztli («луна») и xīctli («пупок») и, таким образом означает «место в центре Луны», что может аллегорически означать местонахождение Теночтитлана в середине озера Тескоко.

## География и климат
Расположен в центральной части страны, граничит со штатами Керетаро, Идальго, Герреро, Морелос, Пуэбла, Тласкала и Мичоакан. Кроме того, территория штата с трёх сторон окружает федеральный округ Мехико (с севера, запада и востока). Мехико можно разделить на 5 основных географических районов: вулканы долины Мехико, холмы и равнины севера штата, западные горы, впадина Бальсас, горы и долины юго-востока. В восточной части штата пролегает гряда Сьерра-Невада, которая отделяет его территорию от штата Пуэбла.
На территории Мехико расположены бассейны трёх рек: Лерма, Бальсас и Пануко. Наиболее крупная из них — Лерма, протекающая через значительную часть штата. Бассейн реки Бальсас занимает юго-западную часть Мехико, а реки Пануко — восточную.
Около 70 % территории штата находится в зоне умеренного влажного климата, со средними температурами между +12 … +18 °С и годовым уровнем осадков около 700 мм. Климат на больших высотах (около 13 % от территории штата) несколько более прохладный, вершины наиболее высоких гор и вулканов весь год покрыты снегом. Более жаркий климат характерен для низменностей юго-запада Мехико (около 8 % территории) с температурами от +18 … +22 °С. Самый жаркий климат имеют места на крайнем юго-западе штата (около 5 % территории) со средними температурами более +22 °С. Наиболее засушливые районы находятся вдоль границы со штатами Идальго и Тласкала, уровень осадков здесь колеблется от 500 до 700 мм.
Большое разнообразие климата служит причиной большому разнообразию растительности региона, от тропических лесов на крайнем юго-западе Мехико до полупустынной растительности вдоль границы с Идальго.
На территории штата расположены 49 природоохранных территорий, наиболее важные из которых, национальные парки: Невадо-де-Толука, Отоми-Масауа, Сьерра-Морелос и Науатлака-Матлацинка. Национальный парк Бонсенчеве тянется на территорию Мехико из штата Мичоакан, а на крайнем востоке расположен национальный парк Ицаксиуаль-Попокатепетль, на границе со штатом Пуэбла.

## История

### Доиспанский период

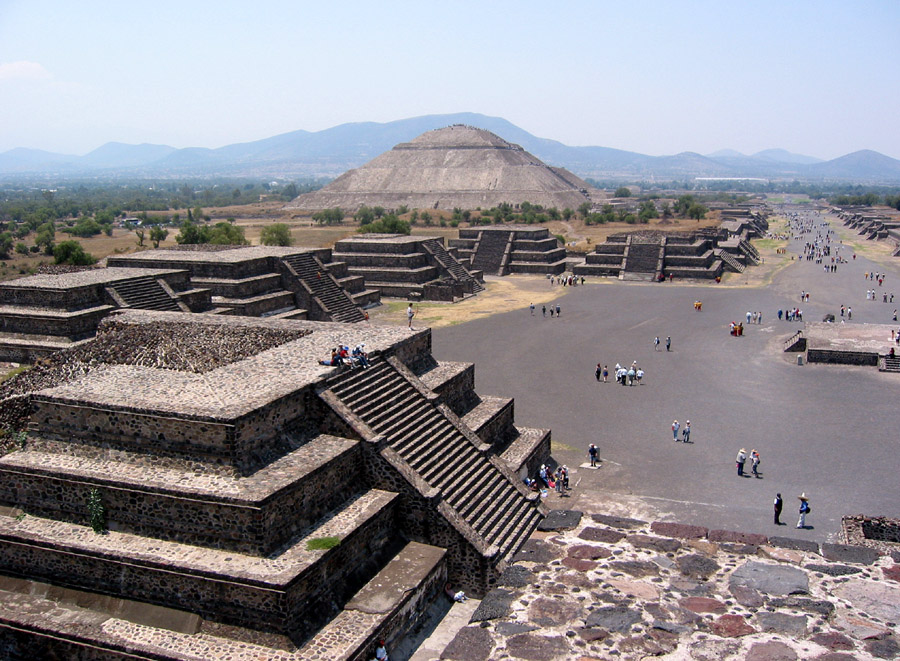
Вид Теотиуакана

Самые ранние следы пребывания человека на территории современного штата Мехико — кварцевый скребок и обсидиановое лезвие найдены в районе острова Тлапакоя на бывшем озере Чалько. Они датируются эпохой плейстоцена — примерно 20 000 лет назад. Эти первые народы были охотниками-собирателями. Орудия каменного века использовались на территории Северной Америки до эпохи колонизации европейцами и были найдены по всей территории — от костей мамонта и каменных орудий до человеческих останков. Большинство артефактов было обнаружено вблизи городов Лос-Рейес-Акосас, Тисаюка, Тепеспан, Сан-Франсиско-Масапа, Эль-Риско и Текискьяк.
В период между 20 000 и 5000 годов до н. э. люди здесь, в конечном итоге, отошли от охоты и собирательства, и перешли к оседлости, и стали заниматься сельским хозяйством и животноводством. Основным сельскохозяйственным продуктом у них была кукуруза. Позже стали культивироваться бобы, перец чили и тыквы. Доказательства того, что люди начали использовать керамику, появляются около 2500 года до н. э., и найдены были в Тлапакойе, Атото, Малиналько, Акацинго и Тлатилько.
В доисторический период штата важной находкой для мексиканских и зарубежных антропологов является Тепеспанский человек (El Hombre de Tepexpan), который является важным ключом к пониманию того, что Долина Мехико была густо населена 5000 лет назад. Некоторые учёные отодвигают эту дату на 11 000 лет, другие на 8000. Заселяли эту местность ацтеки и отоми, потом пришли масауа, майя и другие. Ранняя главная цивилизация здесь была Теотиуакан с пирамидами Со́лнца и Луны́, которые были построены между 100 г. до н. э. и 100 г. н. э. Между 800 и 900 годами своё господство установили матлацинки, которые устроили свою столицу в Теотенанго. Этот город за крепостной стеной имел площади, террасы, храмы, алтари, жилые дома, площадку для ритуальной игры в мяч. В XV веке ацтеки завоевали долины Толуки и Чалько на западе и долину Мехико на востоке. Также на части долины Толука поселились пурепечи. В Тенаюке поселились чичимеки, а в Уэхотле, Тескотисинго и Лос-Мелонесе — аколуа. Другой важной группой были масауа, проживавшие в областях Атлакомулько и Масауакан, вблизи горы Хокотитлан. Группа индейцев отоми концентрировались около Хилотепека.
Одним из политических образований была Конфедерация Чалько (Confederación Chalca (Chalcayotl / Nauhcan Tlahtoloyan)). В 1376 году Тесосомок — правитель Аскапоцалько развязал войну между чалько и теночка. В 1393 году из-за того, что мешики были подчинены, Куитлауак не стал облагать налогом чалько. Между мешиками и чалько в XIV—XV веках велись ожесточённые войны, наиболее серьёзная из которых разразилась в 1446 году. Она была вызвана отказом мешиков внести свой вклад в строительство храма бога Уицилопочтли. Император ацтеков Монтесума I окончательно разгромил чалько в 1465 году. Цари (tlatoque) их были сосланы в Уэхоцинко. В 1486 году правитель чалько Тисок восстановил своё государство в новом месте. Вместе с тем чалько воздали должное Теночтитлану продуктами, кукурузой, бобами и так далее.

### Испанский период
После завоевания испанцами ацтеков, их земли перешли завоевателям. Первоначально эта область называлась Аудиенсия Мехико, и включала город Мехико, большую часть современных штатов Герреро, Морелос и Идальго. Расширив свои владения, колонизаторы переименовали колонию в Новую Испанию, а земли, населённые ацтеками сохранили своё древнее название Мехико. Коренные народы были объединены в республиках с выборными вождями под контролем приходских священников-католиков.
После завоевания в 1521 году, кузену Эрнана Кортеса Хуану Альтамирано была дана власть над долиной Толука. Другие конкистадоры, такие как Антонио Кайседо, Хуан де Харамильо, Кристобаль Эрнандес и Хуан де Самано, получили в управление энкомье́нды. Вскоре сюда, для проповеди христианства и евангелизации индейцев, прибыли монахи францисканцы, которые строили миссии и первые школы.
В испанское время основой экономики было сельское хозяйство. Проводились горные разработки, и производился слабоалкогольный напиток пульке. Кроме того, некоторые районы были известны производством шерсти, мыла, сёдел, шалей. Тем не менее, большинство населения оставалось весьма бедным.

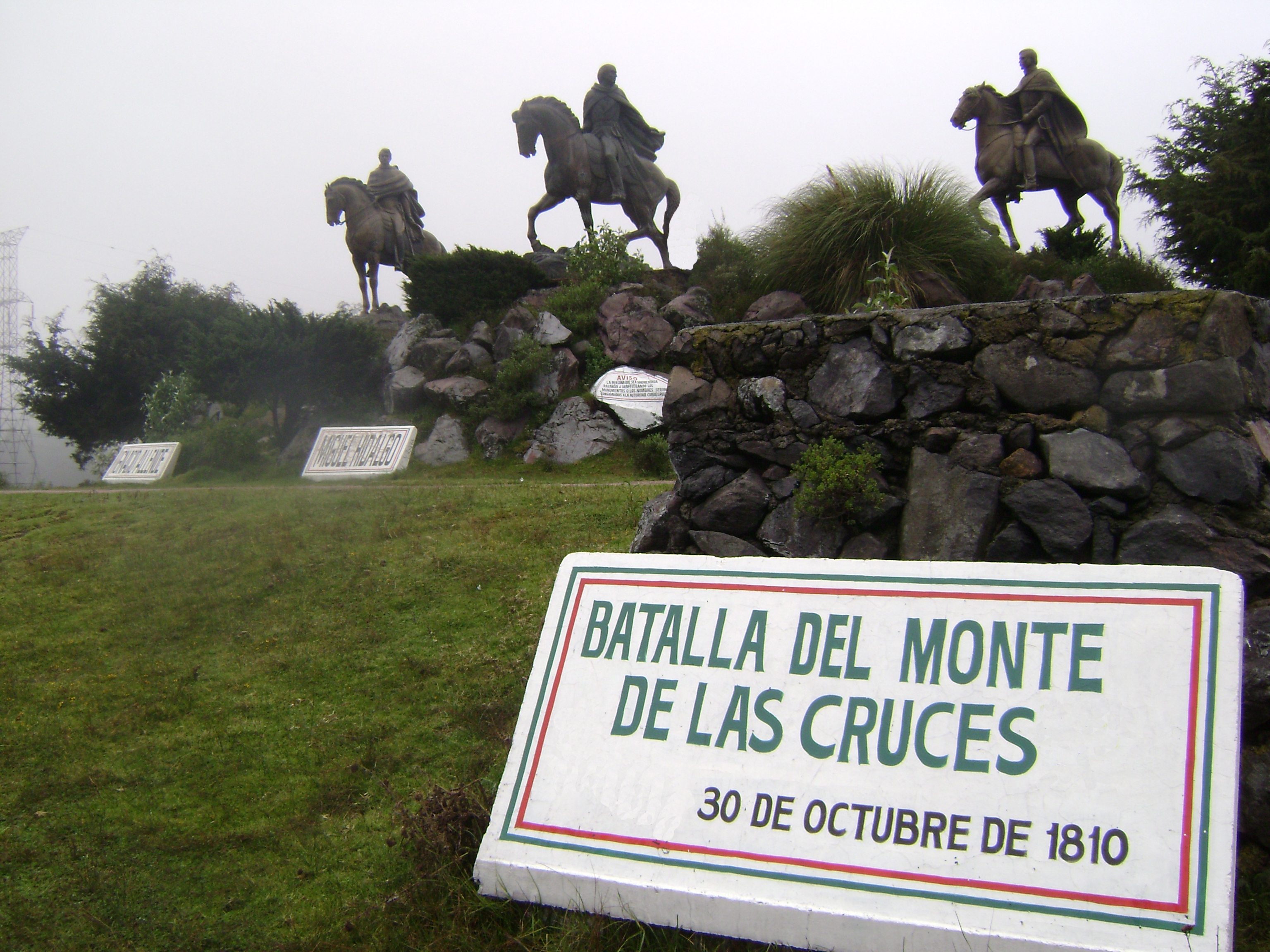
Монумент в честь Битвы у Монте де лас Крусес

Во время Мексиканской войны за независимость, предводитель инсургентов Мигель Идальго в 1810 году прошёл территорию современного штата из Мичоакана, при переходе с северо-запада до Толуки, на пути к городу Мехико. 30 октября 1810 года восточнее Толуки произошла знаменитая битва при Монте-де-лас-Крусес. Только через месяц-полтора после клича Долорес армия Мигеля Идальго вошла в Толуку. Буйство инсургентов привело к ужасу элиты Новой Испании, даже многих консервативных представителей черни. Город Толука воззвал о помощи правительству вице-короля, которое направило туда войска под командованием генерала Торкуато Трухильо. Его армия заняла стратегические позиции в Горах де лас Крусес, которые отделяют Толуку от Мехико. Эти горы весьма круты и лесисты, что дало преимущество королевской армии перед повстанцами. Это положение также позволило Трухильо защищать дорогу ведущую в Мехико. Командование повстанческой армией было поручено Игнасио Альенде, для использования его военного потенциала. Стратегия 90 000 отряда повстанцев состояла в том, чтобы окружить 30 000 войска Трухильо с трёх сторон. Бой начался около 8 утра 30 октября в холодном сосновом лесу. Первые две атаки повстанцев были отбиты, третья оказалась неудачной для правительственных войск, и они были окружены. Перед этим роялисты убили парламентёров от Идальго, которые были посланы с предложением о сдаче. Так была расчищена дорога для инсургентов на Мехико. Из-за недостаточной подготовки 2000 повстанцев были убиты и многие ранены. Хотя Идальго выиграл бой, он решил не идти на Мехико, а повернул к Селае. В остальное время войны, большинство столкновений между отрядами повстанцев, которыми командовали Мануэль де ла Конча и Кастильо Бустаманте роялистскими войсками в Сультепеке, Аманалько, Темаскальтепеке, Лерме, Тенанго, Тенансинго и Текуалойе.

### Период независимости Мексики
В 1821 году Мексика была провозглашена независимой монархией. В 1824 году была провозглашена федеративная республика. В том же году был образован штат Мехико, и 2 марта созван Конгресс, а первым губернатором стал Мельчор Окампо. Этот штат по-прежнему охватывал обширную территорию старой ацтекской империи. Огромная территория штата была разделена на 8 районов: Акапулько, Куэрнавака, Уэхутла, Мехико, Таско, Толука, Тула и Тулансинго, а столица находилась в Мехико. Вскоре после этого, федеральное правительство выбрало город Мехико в качестве столицы государства, область вокруг него была отделена, а столица штата была перенесена в Тескоко, а в 1830 году в Толуку. 14 феврале 1827 года была принята конституция штата Мехико.

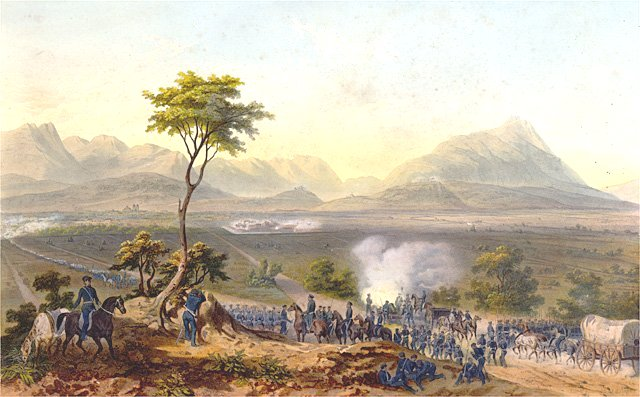
Американские войска идут на Монтеррей

Не прекращавшаяся борьба между либералами (федералистами) и консерваторами (унитаристами) в XIX веке привела к серьёзным последствиям. Из территории штата были выделены области для будущих штатов Идальго, Морелос, Герреро. Во время американо-мексиканской войны, войска США оккупировали Толуку и Мехико, а правительство штата было вынуждено временно переехать в Сультепек.
В 1852 году штат потерял значительную территорию, которая была присоединена к штату Герреро. Это произошло благодаря планам президента Бенито Хуареса по преуменьшению мощи штата Мехико. Во времена американской интервенции 1847 года, революции Аютлы в 1854-55 годах, Войны за Реформу 1858—1860 годов и французской интервенции 1862—1867 годов, происходили кровавые события, которые способствовали укреплению мексиканского патриотизма.
В 1869 году была обнародована новая конституция штата. Период до мексиканской революции был относительно спокойным для штата, особенно при губернаторе Хосе Висенте Вильяды, который способствовал народному образованию, реформам управления, основанию педагогического коллежа для женщин. Также на максимальную мощность работала горнодобывающая промышленность.
Во время Мексиканской революции боевые действия в штате велись, в основном, на юго-западе, где действовали сапатисты. Борьба усилилась после прихода к власти в 1913 году Викториано Уэрты.
В 1917 году, после революции, была обнародована новая конституция штата. Расширение области Большого Мехико началось в 1940 году с создания промышленной зоны Наукальпан. Здесь начался интенсивный прирост населения, а для координации проблем, связанных с развитием Большого Мехико, Федерального округа и штата Мехико, в 1988 году был создан Совет Метрополитанской области. В течение XX века производились работы по отводу вод реки Лерма от разраставшегося города Мехико. С конца 1920-х в политическом плане сохранялась стабильность. На всех губернаторских выборах победу одерживал кандидат от право-социалистической Институционно-Революционной партии (PRI). Так было и в 2011 году.

## Население

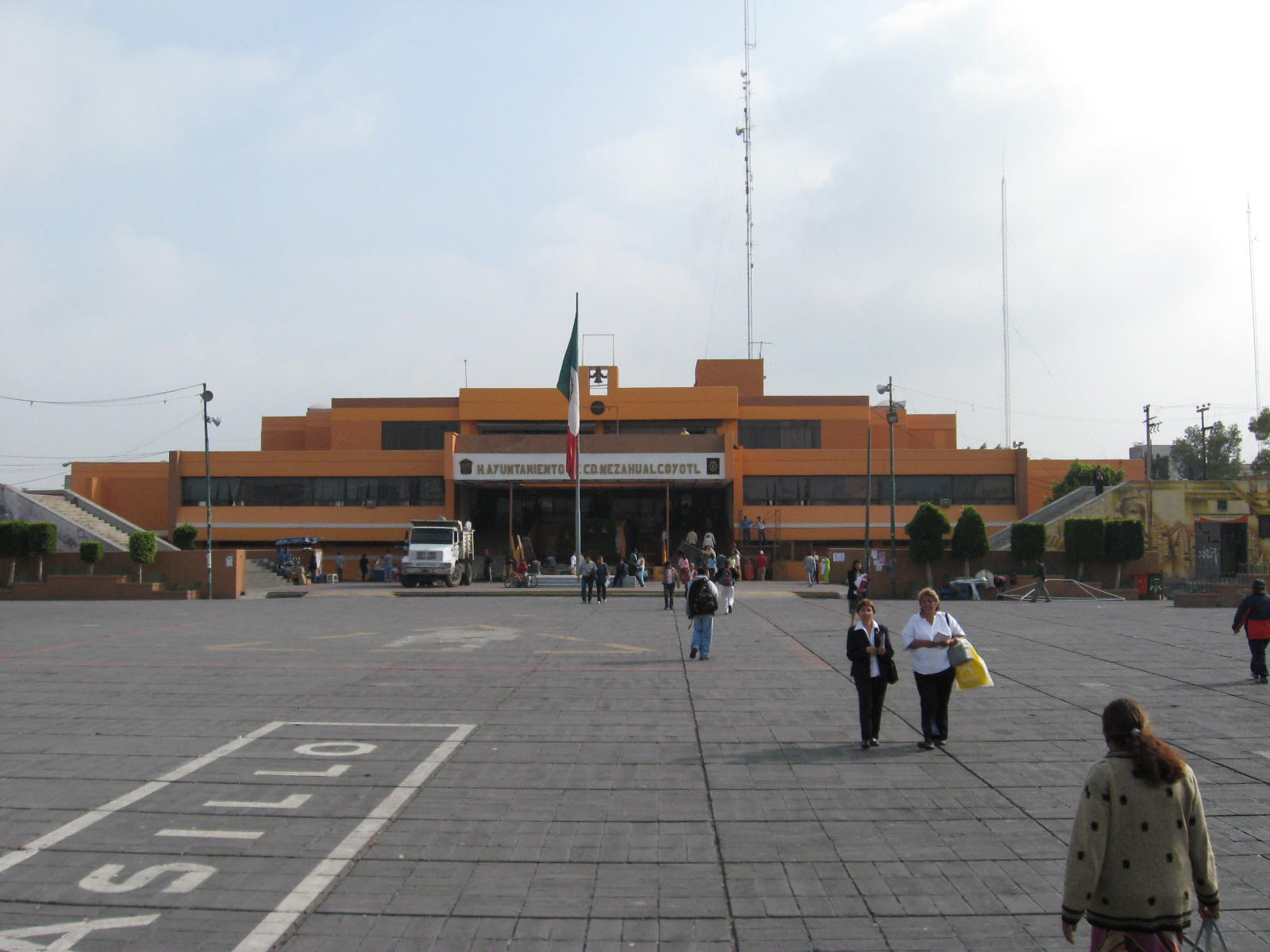
Здание администрации города Несауалькойотль

По данным на 2010 год население штата составляет 15 175 862 человек, что составляет около 13 % от населения Мексики. Это один из наиболее густонаселённых районов страны с плотностью населения около 707,14 чел./км². 85 % населения проживают в городах, около 39 % населения родились в других регионах Мексики. Быстрый рост населения вызван разрастанием города Мехико далеко за границы федерального округа, на территорию штата.
По данным на 2005 год в штате проживает 312 319 человек, говорящих на индейских языках. Коренные для этого региона этнические группы: масауа (95 411 чел.), отоми (83 522 чел.), науа (45 972 чел.), матлацинка (925 чел.) и окитеки. Проживают также группы миштеков, сапотеков, михе, майя, масатеки и др.
Крупные города:
- Экатепек-де-Морелос: 1 688 000 чел.
- Толука-де-Лердо: 1 556 000 чел.
- Несауалькойотль: 1 140 528 чел.
- Наукальпан-де-Хуарес: 821 442 чел.
- Тлальнепантла-де-Бас: 683 808 чел.
- Чимальхуакан: 525 389 чел.
- Атисапан-де-Сарагоса: 472 500 чел.
- Куаутитлан-Искальи: 470 113 чел.
- Истапалука: 429 875 чел.
- Николас-Ромеро: 366 167 чел.

## Административное деление

Административная карта Мексики.

Административная карта штата Мехико.

В административном отношении делится на 125 муниципалитетов.

## Экономика
ВВП штата составляет 9,7 % от общего ВВП Мексики, здесь сосредоточено более 12 % рабочей силы страны. Наиболее важный сектор экономики Мехико — промышленность и производство, штат занимает второе место в стране по объёмам промышленного производства. Основные отрасли включают пищевую, химическую промышленности, производство бумаги, транспортных средств, металлических конструкций.
Около 38,1 % территории Мехико занято сельскохозяйственными угодьями. Основные культуры включают пшеницу, кукурузу, картофель, авокадо, гуаву, ячмень, бобы и др.

## Туризм

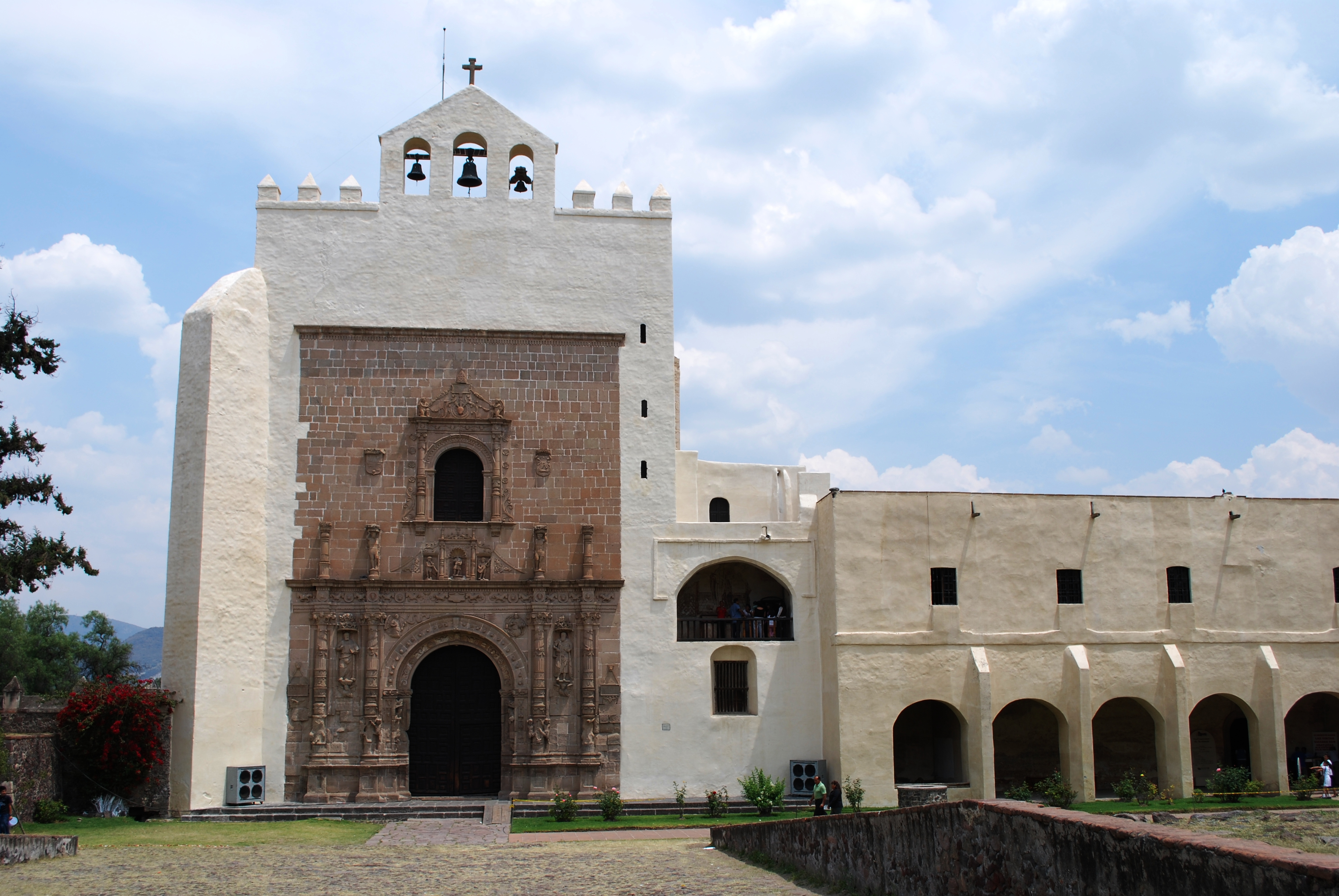
Церковь (бывший монастырь) в Акольман

Важную роль в экономике занимает туризм. Основные археологические памятники доиспанских времён включают в себя Теотиуакан, Малиналько, Теотенанго и Калицтлауака. Особенно известен комплекс Теотиуакана, построенный ацтеками и тольтеками и особенно интересный двумя пирамидами: Пирамидой Солнца и Пирамидой Луны. Теотенанго — важный ацтекский город, расположенный в южной части Долины Толука, существовал на протяжении около тысячи лет, вплоть до завоевания этих земель испанцами в XVI веке.
Достопримечательности колониальных времён представлены множеством церквей и монастырей, расположенных в городах: Акольман, Акулько, Аманалько, Амекамека, Аяпанго, Эль-Оро, Малиналько, Метепек, Отумба, Тонатико и др. Здания колониальных времён имеются также в городах, прилегающих к городу Мехико.
Природные достопримечательности представлены горами и вулканами штата, главным образом Невадо-де-Толука; а также несколькими национальными парками.

## Герб
Герб штата Мехико представляет собой трёхчастный щит с червлёной каймой, на которой золотом начертаны слова девиза на испанском языке — «Свобода, Труд, Культура». Герб символизирует историю, традиции и мысли народа. В верхней часть каймы изображены 18 пчёл по числу Судебных Округов Штата. В правой верхней части щита изображены пирамида Солнца Теотиуакана на фоне вулкана Xinantécatl. На переднем плане изображён ацтекский иероглиф, символизирующий Толуку. Этот сектор герба символизирует родину, историю штата. В левой верхней части щита изображена пушка на фоне горы с крестами в напоминание о битве за независимость у Монте-де-лас-Крусес (по-испански: «гора крестов»), произошедшей 30 октября 1810 года. Эта часть щита символизирует, также, историю и свободу. В нижней трети щита на фоне распаханного поля изображена раскрытая книга знаний, на которой лежат орудия труда — кирка, лопата, мотыга, зубчатое колесо, колба. В нижней части на золотом поле изображены 14 зелёных жёлудя. В центре щита иероглифическое название Мехико. Эта часть герба символизирует труд и культуру. Щит покоится на золотом картуше венчает который государственный герб Мексики. Герб был разработан пастором Веласкесом, и принят 9 апреля 1941 года. Штат Мехико не имеет официально утверждённого флага. Часто используется белое полотнище с изображением герба в центре.